# Riccardo II di Normandia
Riccardo il Buono o l'Irascibile (in francese Richard le Bon o Richard l'Irascible; Normandia, ... – Fécamp, 23 agosto 1026) fu il quarto signore della Normandia con il nome di Riccardo II, dal 996 al 1026, e fu il secondo ad ottenere formalmente il titolo di duca di Normandia.

## Origine
Riccardo II, sia secondo il monaco e cronista normanno, Guglielmo di Jumièges, nella sua Historiæ Normannorum Scriptores Antiqui, che secondo il cronachista, priore dell'abbazia di Bec e sedicesimo abate di Mont-Saint-Michel, Robert di Torigny, nella sua Chronique, era figlio di Riccardo I Senza Paura Jarl (equiparabile al nostro "conte") dei Normanni e conte di Rouen, e della moglie, Gunnora (950-5 gennaio 1031), di cui non si conoscono i nomi degli ascendenti, ma di nobile famiglia di origine vichinga (nobilissima puella Danico more sibi iuncta) (Gunnor ex nobilissima Danorum prosapia ortam); i genitori di Riccardo sono confermati anche dal monaco e cronista inglese, Orderico Vitale.
Riccardo I Senza Paura era figlio naturale (in quanto l'unione era  more danico, ossia secondo l'uso vichingo, pagano, come riporta Guglielmo di Jumièges) di Guglielmo I Lungaspada Jarl (equiparabile al nostro "conte") dei Vichinghi e conte di Rouen, che era stato anche duca di Bretagna, e della sua sposa, Sprota, che, secondo i Flodoardi Annales era bretone, di alto lignaggio, come ci informa il cronista normanno decano della collegiata di San Quintino, Dudone di San Quintino.

## Biografia

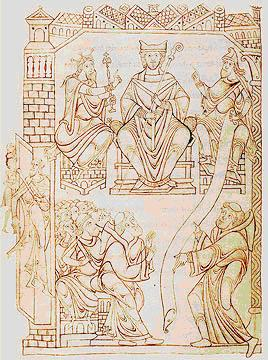
Il giovane Riccardo (a destra), con l'abate di Mont Saint Michel (al centro) ed il re di Francia Lotario IV (a sinistra).

Dudone di San Quintino sostiene che alla nascita Riccardo fosse figlio naturale, in quanto l'unione di Riccardo I Senza Paura e di Gunnora era stata fatta more danico, ossia secondo l'uso vichingo pagano, senza cerimonia religiosa e che il matrimonio religioso fu celebrato in un secondo tempo, solo a seguito delle pressioni dei consiglieri, che desideravano un legittimo erede..
Suo padre, Riccardo I morì a Fécamp in Normandia il 20 novembre 996 per cause naturali, come ci conferma Guglielmo di Jumièges e fu sepolto a Fecamp, sia secondo l'Ademari Historiarum liber III, che secondo il Brevis Relatio de Origine Willelmi Conquestoris Gli succedette il figlio primogenito, Riccardo detto Il Buono, come ci conferma Orderico Vitale.
Alla morte del padre, Riccardo I, nel 996, Riccardo II gli succedette nel titolo di duca di Normandia. Pare che nei primi cinque anni fu affiancato nel governo del ducato dalla madre, Gunnora (viene ancora citata nel documento n° 7 delle Chartes de l'abbaye de Jumièges, Tome I c 825-1169, del 1012, quando col figlio Riccardo II e la nuora, Giuditta di Bretagna, sottoscrisse uno scambio di proprietà tra due monasteri) e dal fratellastro di suo padre, il conte di Ivry, Rodolfo (Raul), che lo aiutò nel reprimere le ribellioni che erano iniziate con la morte del padre. Nel sedare le ribellioni Riccardo ebbe l'aiuto del re di Francia, Roberto II, a cui Riccardo rimase lealmente legato e, tra il 1002 e il 1004, lo soccorse nella guerra contro il conte di Borgogna, Ottone Guglielmo, per il possesso del ducato di Borgogna e, nel 1006 e 1007, fu alleato di Roberto II e dell'imperatore, Enrico II, contro Baldovino IV di Fiandra.

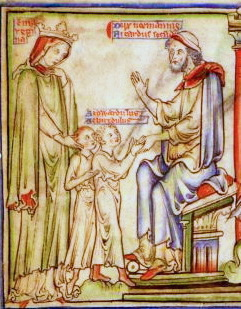
Riccardo con la sorella, Emma ed i nipoti (Edoardo il Confessore e Alfred Aetheling)

Sempre nei primi anni di governo Riccardo dovette respingere un tentativo di invasione della penisola del Cotentin da parte del re d'Inghilterra, Etelredo II. Per migliorare le relazioni con il regno d'Inghilterra, Riccardo II favorì, nel 1002, il matrimonio di sua sorella, Emma di Normandia, detta, per la sua bellezza, La rosa di Normandia (lo storico e religioso inglese, Enrico di Huntingdon, nel suo The History of the English People 1000-1154 la citò come Emma Normanorum gemma), col re Etelredo II, come ci conferma la Chronica Albrici Monachi Trium Fontium.
A seguito dell'invasione danese dell'Inghilterra di Sweyn I di Danimarca, del 1013, Riccardo accolse ed ospitò in Normandia la sorella ed il cognato ed i loro figli. Dopo che Canuto I era salito sul trono d'Inghilterra, aveva richiesto in moglie sua sorella Emma, già regina d'Inghilterra, che risiedeva in Normandia; dopo che Emma aveva accettato di sposare Canuto, i figli maschi di Emma ed Etelredo (Edoardo il Confessore e Alfred Aetheling) rimasero (in esilio) in Normandia, presso lo zio Riccardo II, affinché li educasse.
In quel periodo era iniziata la partenza dei cavalieri normanni verso l'Italia meridionale, reclutati, sia dal principe di Salerno, Guaimario IV che dal duca di Puglia, Melo di Bari; uno dei primi normanni ad arrivare in Italia fu Gilberto Drengot, detto il Bottaio, che era stato esiliato da Riccardo II, per aver commesso un assassinio. Il documento nº 10 degli études critiques sur l abbaye de saint wandrille ci documenta una donazione fatta da Riccardo, nel 1024. Infine il cartulaire de louviers, tome I, ricorda che Riccardo II poco prima di morire (1026) confermò una donazione di suo padre Riccardo I.

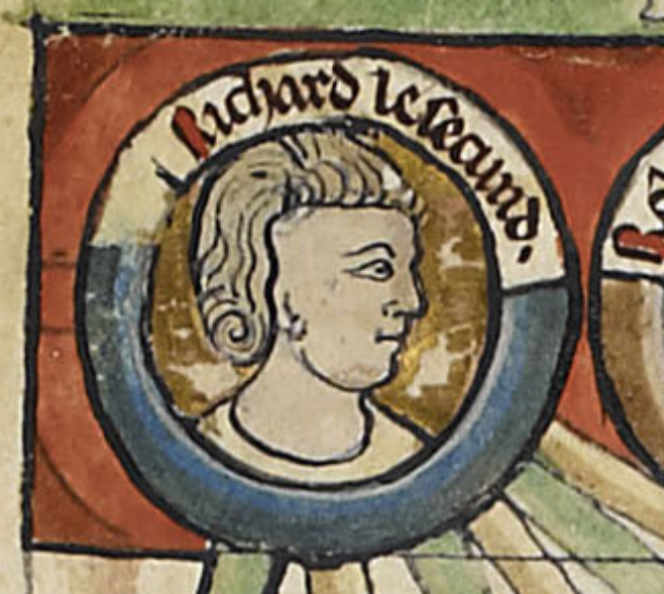
Riccardo II, il Buono

Riccardo II fu seguace della riforma ecclesiastica e protesse i monaci in modo più deciso di come aveva fatto suo padre, anzi, nel 1001, sotto l'influenza di un monaco cluniacense lombardo, Guglielmo da Volpiano, riorganizzò il monastero di Fécamp, sostituendo i canonici con i monaci. Riccardo II riorganizzò inoltre il governo del ducato, assegnando le cinque contee esistenti ai parenti più stretti, come fratelli o fratellastri e figli sia legittimi che illegittimi, inoltre il restante territorio fu diviso in circa venti viscontee di nomina ducale che potevano essere revocate in qualsiasi momento, quindi non ereditarie. I conti ed i visconti erano in definitiva dei funzionari statali.
La terra invece era concessa come feudo o beneficium (era anche chiamato impropriamente, allodio) ai baroni, che non ne erano i proprietari, ma ne rispondevano al duca e dovevano fornire al duca un sostegno militare proporzionato al valore del feudo. L'insieme delle baronie della Normandia, ai tempi di Riccardo II, forniva circa 800 cavalieri; mediamente ogni singola baronia ne forniva cinque. Infine per quel che riguarda le classi inferiori, se si esclude una piccola percentuale di uomini dediti alla manifattura ed al commercio (spirito ereditato dai Vikinghi), che risiedevano a Caen e nelle città vescovili, il resto del ducato era rurale e i suoi abitanti dediti all'agricoltura erano detti villani, se erano legati alla gleba, ospiti, con possibilità di trasferirsi da una proprietà ad un'altra, e vavassori, piccoli coltivatori liberi che erano tenuti a prestare servizio militare a piedi, o associandosi, fornendo un cavaliere al loro posto.
Riccardo morì a Fécamp in Normandia, secondo gli Obituaires de Sens Tome I e secondo gli Obituaires de Sens Tome II, il 23 agosto (X.Kal.Sept.) 1026 (secondo l'Annalis Historia breve suve Chronica monasterii S. Stephani Cadomensis), mentre gli Obituaires de Sens Tome I.1, Abbaye de Saint-Denis confermano il giorno, ma spostano la morte al 1027 e secondo il Brevis Relatio de Origine Willelmi Conquestoris fu sepolto a Fécamp. Gli succedette il figlio primogenito Riccardo, come ci confermano sia Orderico Vitale, che l'Annalis Historia breve suve Chronica monasterii S. Stephani Cadomensis.

## Matrimoni e discendenza
Per contrastare l'invadenza del Conte d'Angiò, Folco III Nerra, il duca di Bretagna Goffredo I, si alleò con Riccardo II detto Il Buono, e, secondo Guglielmo di Jumièges, nella sua Historiæ Normannorum Scriptores Antiqui, prima, nel 996 circa, Goffredo I sposò Havoise, la sorella di Riccardo II di Normandia, e poi, nel 1000 circa, diede in moglie a Riccardo II la sorella, Giuditta (982-1017), era figlia del conte di Rennes e duca di Bretagna, Conan I il Torto e della moglie, Ermengarda d'Angiò (come ci viene confermato dal monaco Rodolfo il Glabro, uno dei maggiori cronisti d'età medievale), figlia del terzo Conte di Angiò, Goffredo I Grisegonelle e di Adele di Vermandois (circa 950 - † 974), figlia di Roberto di Vermandois, conte di Meaux e di Troyes.
Da Giuditta Riccardo II ebbe sei figli:
- Riccardo[29] (circa 1001 - 1027), duca di Normandia[27]
- Roberto[29] detto, il Magnifico (circa 1003 - 22 luglio 1035), duca di Normandia[27]
- Guglielmo[29] ( † 1026), monaco a Fécamp[29], come conferma anche la Chronica Albrici Monachi Trium Fontium, quando ne cita la morte (1026)[16]
- Adelaide o Alice[29] (ca.1000- dopo il 1030), sposò, nel 1016, il conte di Borgogna, Rinaldo I[29] e fu la nonna di papa Callisto II
- Eleonora[29][31] (circa 1005-ca. 1071), sposò il conte Baldovino IV delle Fiandre, detto il Barbuto[29]
- Matilde[29] († 1033), morì, senza essere stata maritata[29]; la Ex Chronico Rothomagensi conferma l'anno della morte (MXXXIII)[32].

Dopo la morte di Giuditta (1017), Riccardo si unì in concubinaggio (in quanto l'unione era more danico, ossia secondo l'uso vichingo, pagano) a Astrid (Margrete), figlia di Sweyn I di Danimarca, che fu re di Danimarca Norvegia e Inghilterra e di Swietoslawa. L'Adami, Gesta Hammenburgensis Ecclesiæ Pontificum II ci conferma che Riccardo si unì a Margrete, sorella di Canuto I, ed inoltre che Riccardo la ripudiò e che, dopo il ripudio, Astrid si unì a Ulf Thorgilsson, jarl in Inghilterra e reggente del regno di Danimarca.
Da Astrid Riccardo non ebbe figli.
Dopo aver ripudiato Astrid Riccardo si unì in concubinaggio (in quanto l'unione era more danico, ossia secondo l'uso vichingo, pagano) a Papia (o Popia), come ci conferma Guglielmo di Jumièges,, discendente da un'importante famiglia del Talou. Papia gli diede due figli:
- Mauger[34] (dopo il 1020-ca. 1055), Arcivescovo di Rouen;
- Guglielmo[34] (dopo il 1020-ca. 1055), conte d'Arques.

## Ascendenza
|                          |   |                 | Genitori                  |  |  | Nonni |  |  | Bisnonni |  |  | Trisnonni            |  |
|                          |   |                 |                           |  |  |       |  |  | Rollone  |  |  | Ragnvald Eysteinsson |  |
|                          |   |                 |                           |  |  |       |  |  | Rollone  |  |  | Ragnvald Eysteinsson |  |
|                          |   | Ragnhilde       |                           |  |  |       |  |  | Rollone  |  |  |                      |  |
| Guglielmo I di Normandia |   |                 |                           |  |  |       |  |  | Rollone  |  |  |                      |  |
|                          |   | Poppa di Bayeux | Berengario II di Neustria |  |  |       |  |  |          |  |  |                      |  |
|                          |   | Poppa di Bayeux | Berengario II di Neustria |  |  |       |  |  |          |  |  |                      |  |
|                          |   | Poppa di Bayeux | …                         |  |  |       |  |  |          |  |  |                      |  |
| Riccardo I di Normandia  |   | Poppa di Bayeux |                           |  |  |       |  |  |          |  |  |                      |  |
|                          |   | …               | …                         |  |  |       |  |  |          |  |  |                      |  |
|                          |   | …               | …                         |  |  |       |  |  |          |  |  |                      |  |
|                          |   | …               | …                         |  |  |       |  |  |          |  |  |                      |  |
| Sprota                   |   | …               |                           |  |  |       |  |  |          |  |  |                      |  |
|                          |   | …               | …                         |  |  |       |  |  |          |  |  |                      |  |
|                          |   | …               | …                         |  |  |       |  |  |          |  |  |                      |  |
|                          |   | …               | …                         |  |  |       |  |  |          |  |  |                      |  |
| Riccardo II di Normandia |   | …               |                           |  |  |       |  |  |          |  |  |                      |  |
|                          | … | …               |                           |  |  |       |  |  |          |  |  |                      |  |
|                          | … | …               |                           |  |  |       |  |  |          |  |  |                      |  |
|                          | … | …               |                           |  |  |       |  |  |          |  |  |                      |  |
| …                        | … |                 |                           |  |  |       |  |  |          |  |  |                      |  |
|                          |   | …               | …                         |  |  |       |  |  |          |  |  |                      |  |
|                          |   | …               | …                         |  |  |       |  |  |          |  |  |                      |  |
|                          |   | …               | …                         |  |  |       |  |  |          |  |  |                      |  |
| Gunnora di Normandia     |   | …               |                           |  |  |       |  |  |          |  |  |                      |  |
|                          |   | …               | …                         |  |  |       |  |  |          |  |  |                      |  |
|                          |   | …               | …                         |  |  |       |  |  |          |  |  |                      |  |
|                          |   | …               | …                         |  |  |       |  |  |          |  |  |                      |  |
| …                        |   | …               |                           |  |  |       |  |  |          |  |  |                      |  |
|                          |   | …               | …                         |  |  |       |  |  |          |  |  |                      |  |
|                          |   | …               | …                         |  |  |       |  |  |          |  |  |                      |  |
|                          |   | …               | …                         |  |  |       |  |  |          |  |  |                      |  |
|                          |   | …               |                           |  |  |       |  |  |          |  |  |                      |  |

### Fonti primarie
- (LA)  Obituaires de Sens Tome I.
- (LA)  Obituaires de Sens Tome II.
- (LA)  Cartoulaire de Louviers.
- (LA)  Monumenta Germanica Historica, tomus III.
- (LA)  Monumenta Germanica Historica, tomus IV.
- (LA)  Monumenta Germanica Historica, tomus VII.
- (LA)  Monumenta Germaniae Historica, tomus XXIII.
- (LA)  Monumenta Germanica Historica, tomus IX.
- (LA)  études critiques sur l abbaye de saint wandrille.
- (LA)  Scriptores rerum gestarum Willelmi ConquestorisI.
- (LA)  Chronique de Robert de Torigni, abbé du Mont-Saint-Michel, vol I.
- (EN)  Dudo of St. Quentin's Gesta Normannorum Archiviato il 15 agosto 2009 in Internet Archive..
- (LA)  Ordericus Vitalis, Historia Ecclesiastica, vol. II.
- (LA)  Rodulfus Glaber Cluniacensis: Historiarum Sui Temporis Libri Quinque.
- (LA)  Ex Chronico Rothomagensi.
- (LA)  Historiæ Normannorum Scriptores Antiqui.

### Letteratura storiografica
- François Neveux, La Normandie des Ducs aux Rois. Xe-XIIe siècle, Ouest-France Université, Rennes, 1998
- David Douglas, he Earliest Norman Counts EHR 61 (1946), 129-156
- Eleanor Searle, Predatory Kinship and the Creation of Norman Power, 840-1066 (Berkeley, Los Angeles, London, 1988)
- Edwin H. Hlthouse, "L'imperatore Enrico II", cap. VI, vol. IV (La riforma della chiesa e la lotta tra papi e imperatori) della Storia del Mondo Medievale, 1999, pp. 126–169.
- William John Corbett, "L'Inghilterra dal 954 alla morte di Edoardo il Confessore", cap. X, vol. IV (La riforma della chiesa e la lotta tra papi e imperatori) della Storia del Mondo Medievale, 1999, pp. 255–298.
- Ferdinando Chalandon, "La conquista normanna dell'Italia meridionale e della Sicilia", cap. XIV, vol. IV (La riforma della chiesa e la lotta tra papi e imperatori) della Storia del Mondo Medievale, 1999, pp. 483–529.
- William John Corbett, "L'evoluzione del ducato di Normandia e la conquista normanna dell'Inghilterra", cap. I, vol. VI (Declino dell'impero e del papato e sviluppo degli stati nazionali) della Storia del Mondo Medievale, 1999, pp. 5–55.